# Hôpital général Saint-Paul d'Hanoï
L'hôpital général Saint-Paul (vietnamien : Bệnh viện Đa khoa Xanh Pôn)  est un grand complexe médical situé dans le quartier  Điện Biên du district de Ba Dinh à Hanoï au Viêt Nam. 

## Présentation
L’hôpital est bordé par quatre rues : Nguyen Thai Hoc, Chu Van An, Tran Phu et Hung Vuong.
L'hôpital est l'un des principaux établissements médicaux d'Hanoï pour soigner les personnes accidentées, ainsi que les personnes souffrant de traumatismes externes.

## Histoire
L'hôpital est fondé pendant la présence coloniale française en Indochine. 
Il est le plus grand Hôtel-Dieu d'Indochine, administré par l'archidiocèse d'Hanoï.
En 2001, l'hôpital a été aidé par les organisations non gouvernementales américaines Counterpart International, Project Hope et World Medical Relief, par la fourniture de médicaments et de matériel médical d'une valeur de 302 457 $ US pour ses services d'urgence. 
La Norvège, les États-Unis, le Japon et les Pays-Bas se sont engagés en janvier 2007 à faire un don de 7 millions de dollars américains pour établir un centre de recherche moderne à l'hôpital.

## Galerie

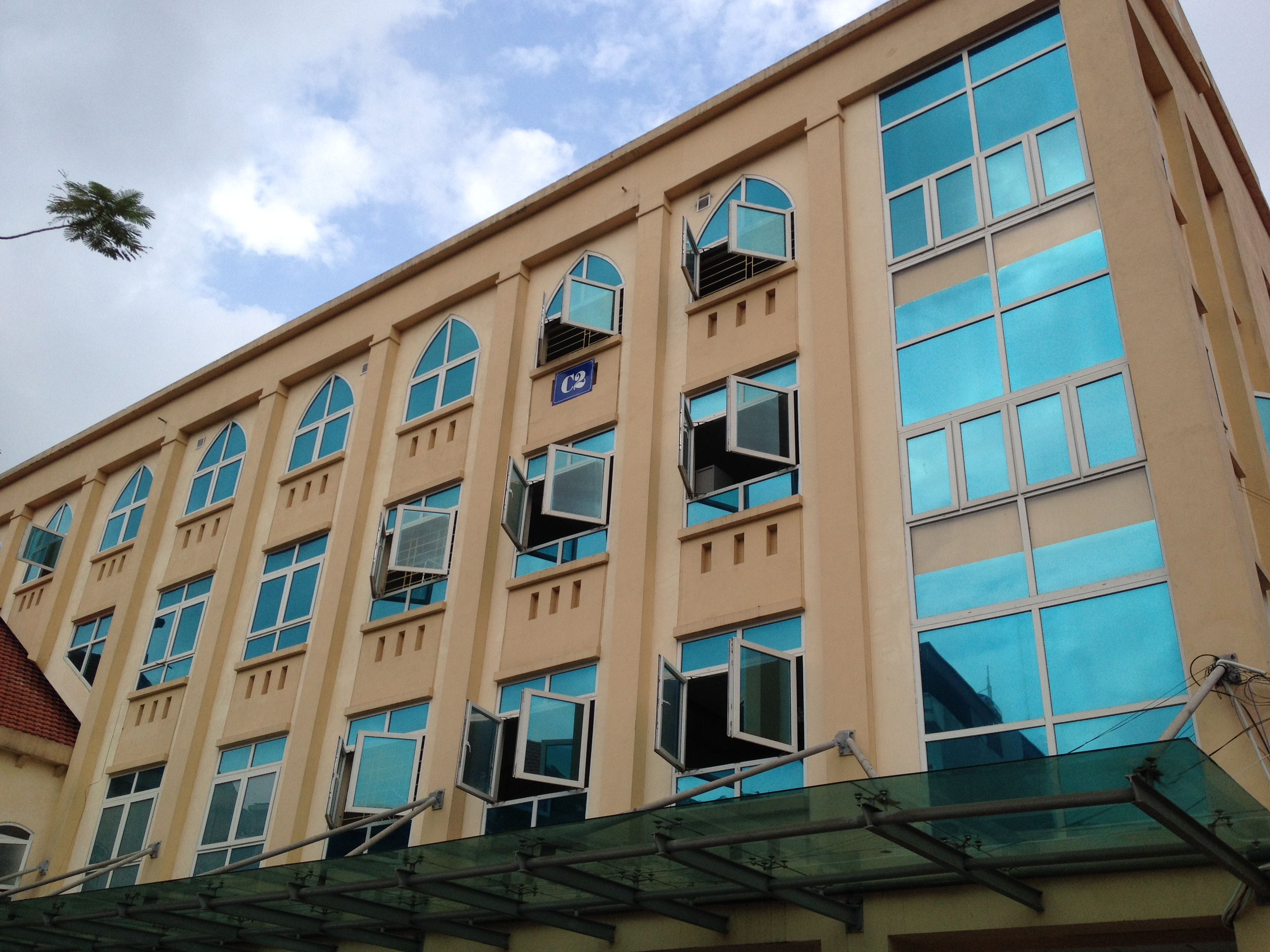
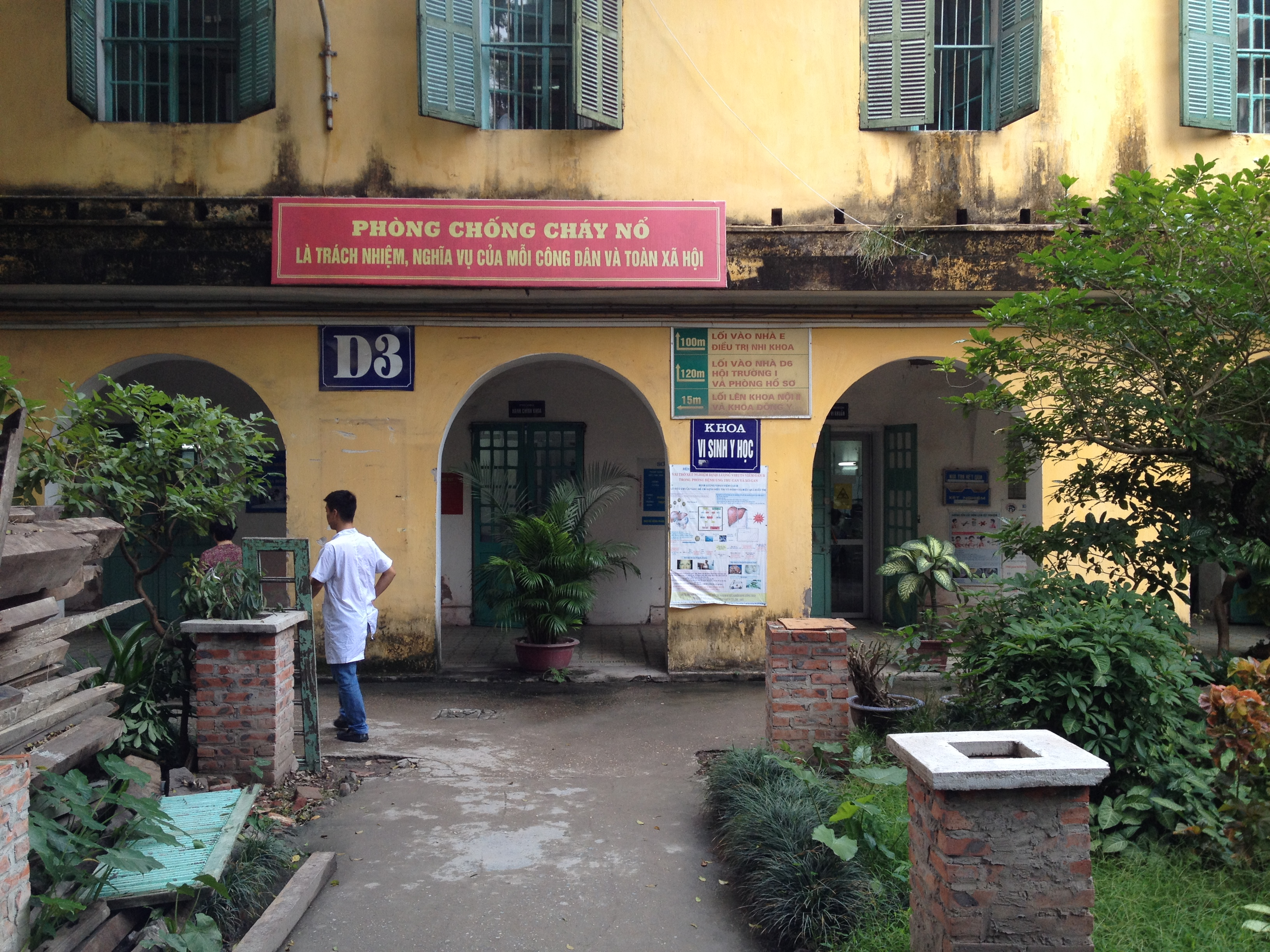
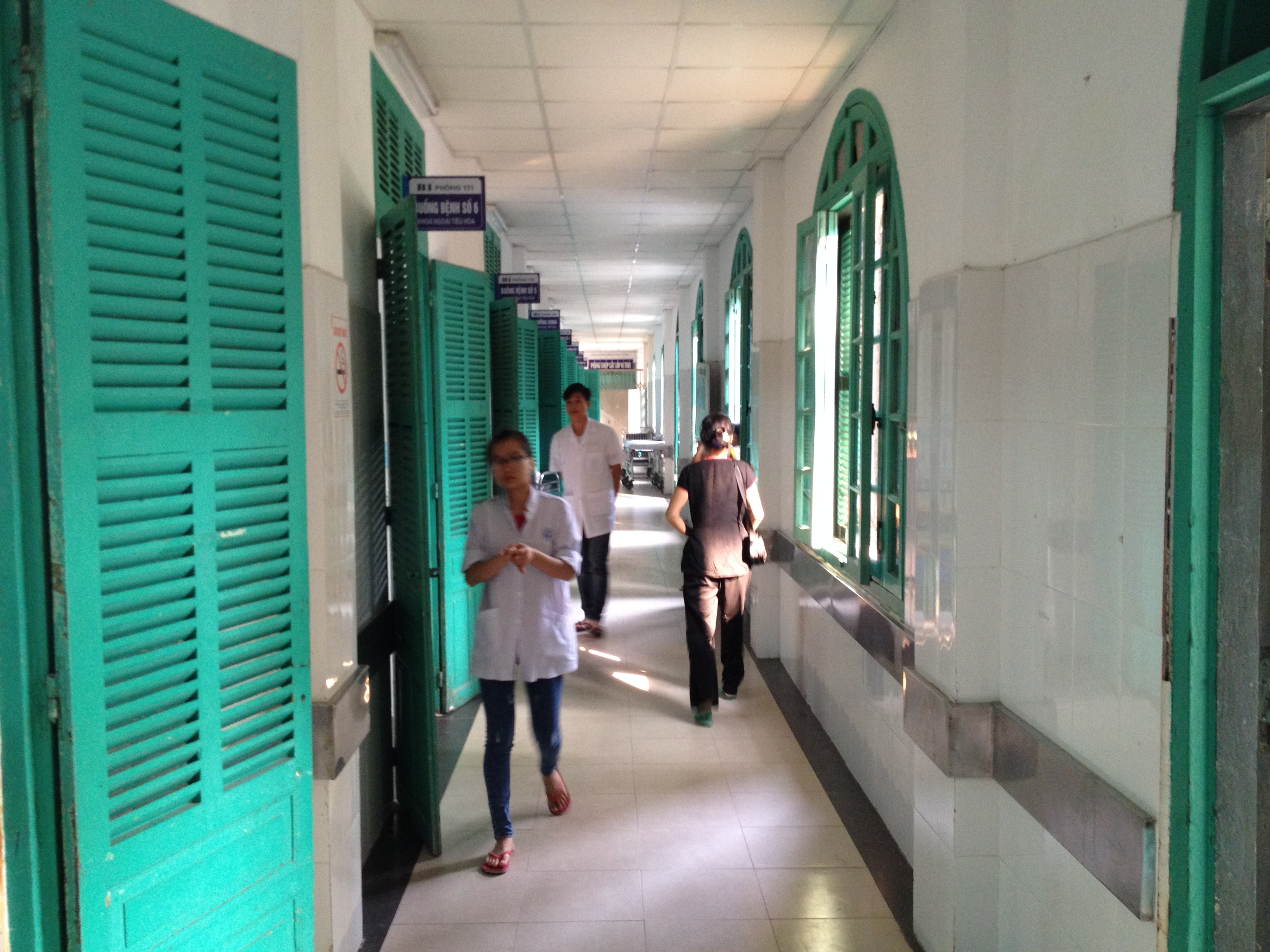

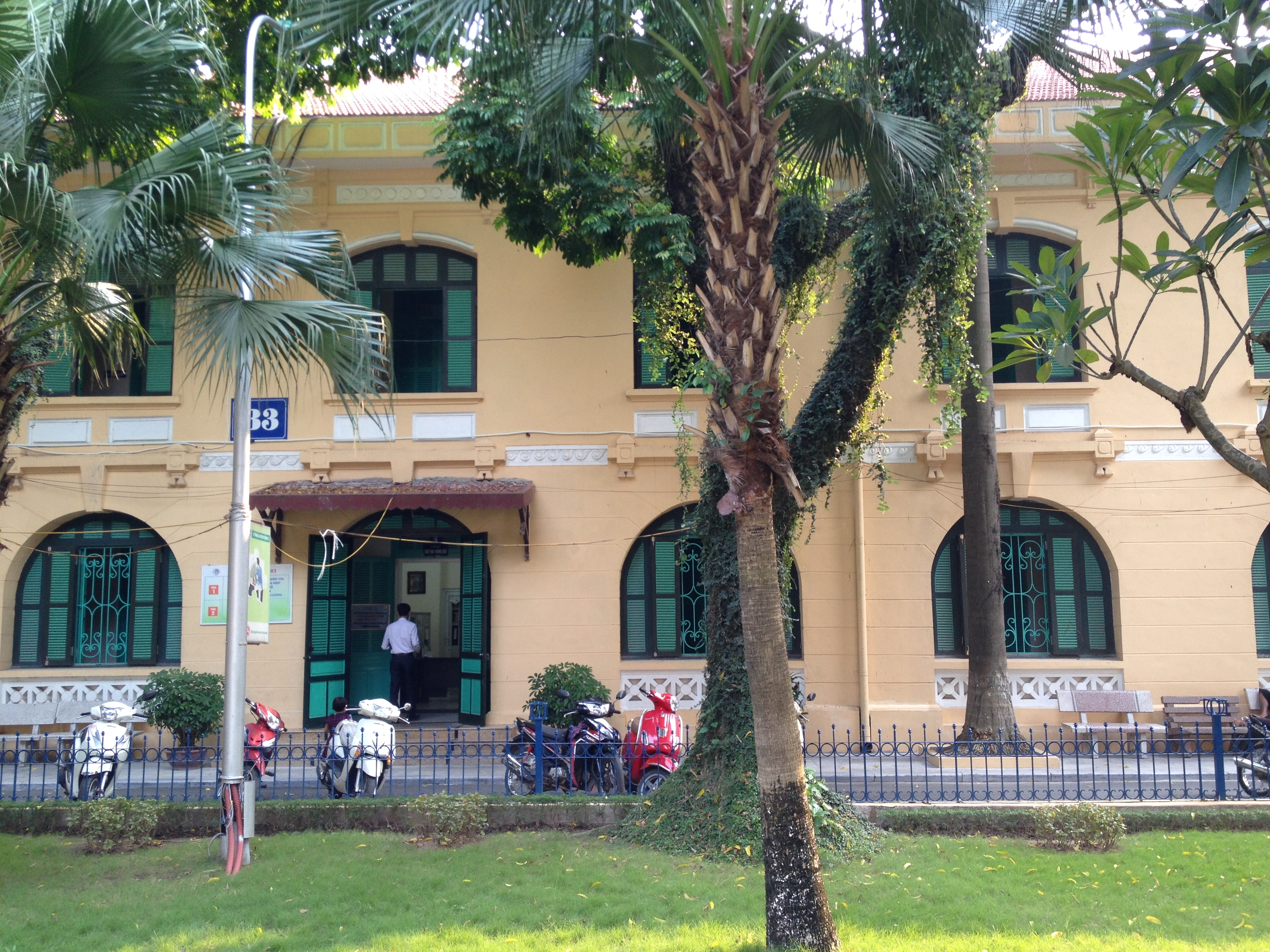
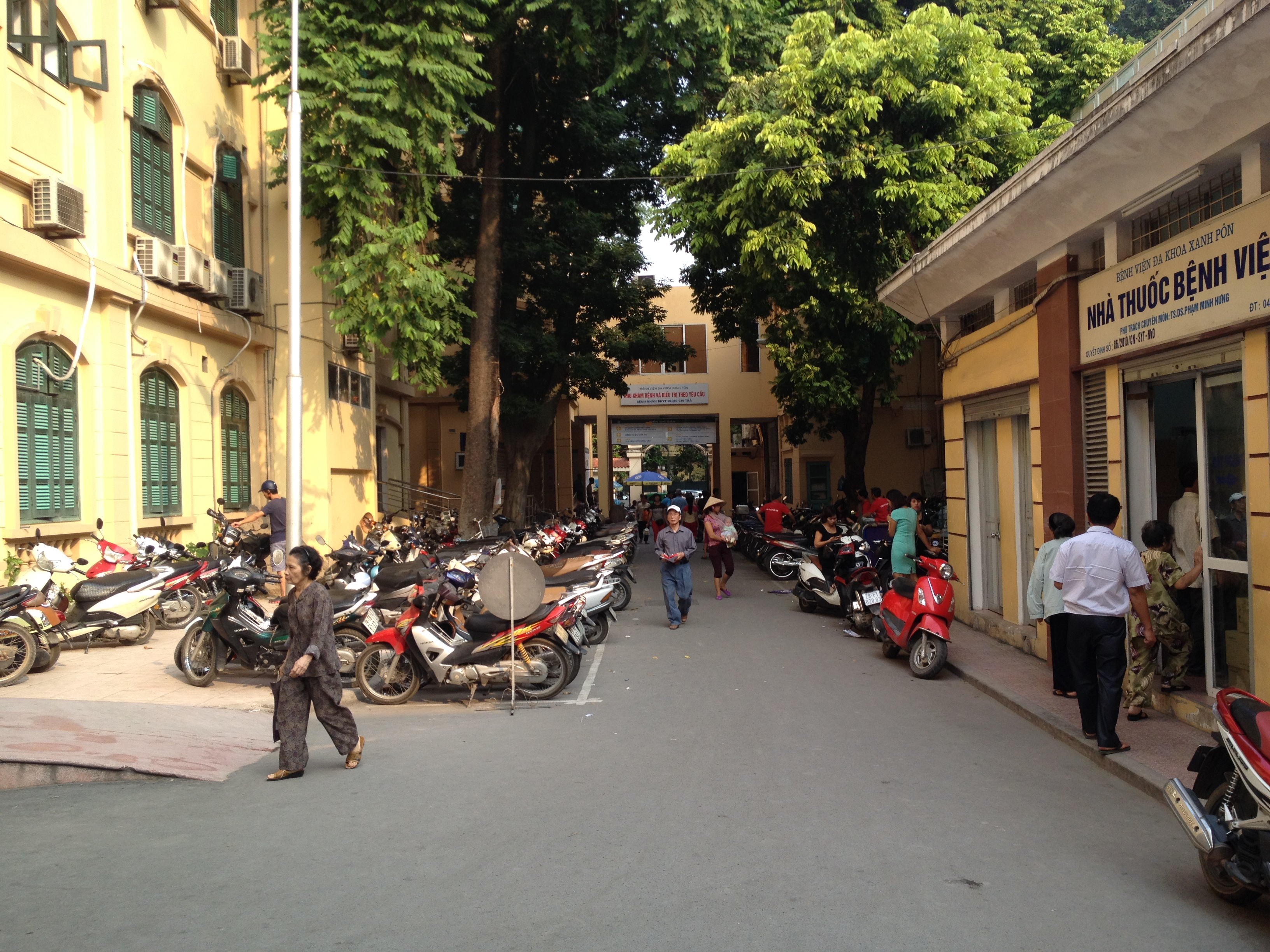
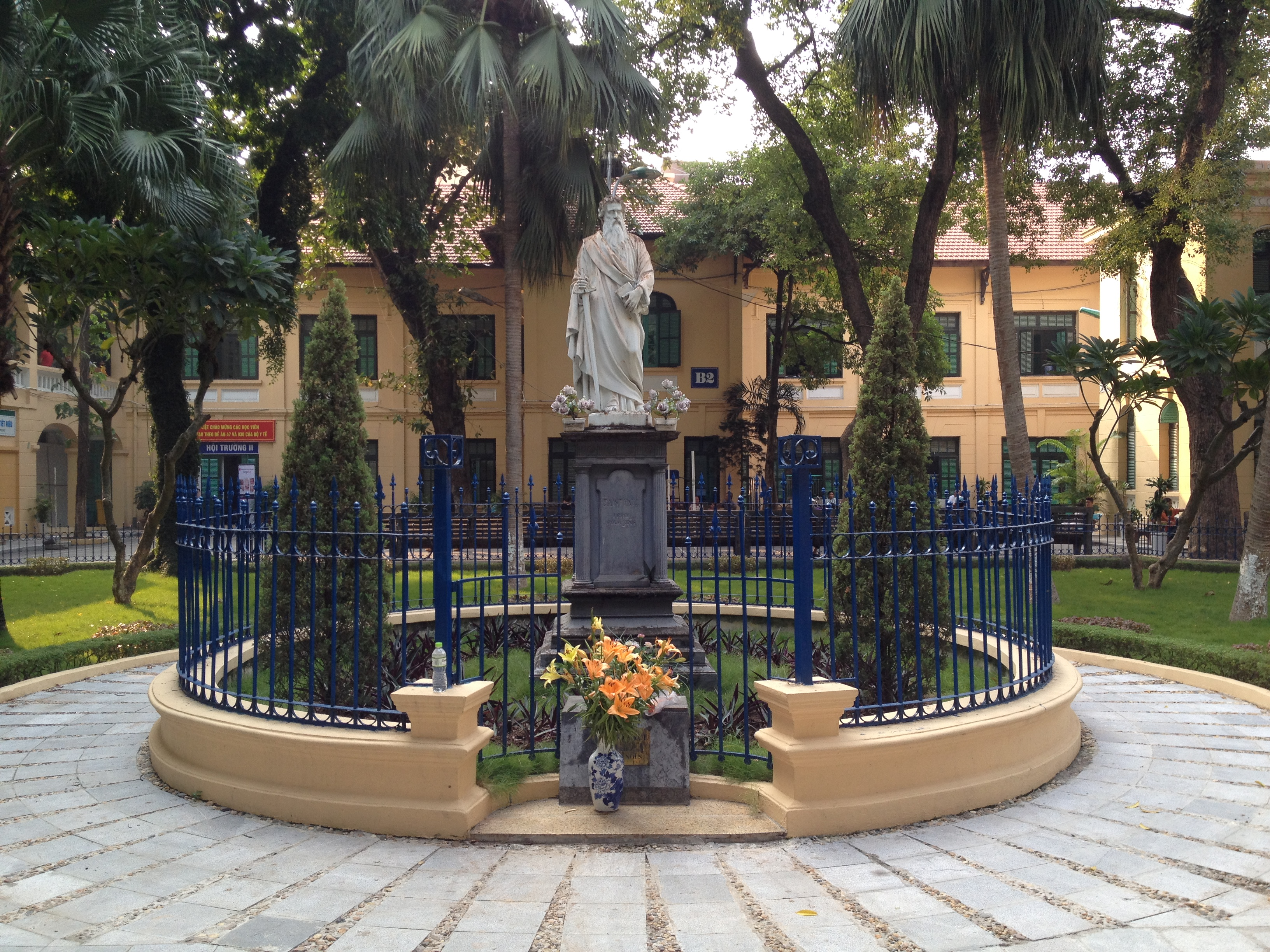
Statue de Saint-Paul dans la cour de l’hôpital.